# Frank Zappa Meets the Mothers of Prevention
Frank Zappa Meets the Mothers of Prevention es un álbum de Frank Zappa de 1985. En un principio se editaron dos versiones ligeramente distintas en Estados Unidos y Europa. Las dos versiones después fueron combinadas y editadas en CD: primeramente en Estados Unidos por Rykodisc en 1986 (esta versión omitía la canción "H.R. 2911"), después en el Reino Unido bajo "Zappa Records" en 1990, y finalmente lo reeditó Rykodisc para todo el mundo en 1995.
El título del álbum es una referencia al PMRC, que querían poner pegatinas de aviso en los álbumes que les resultaban ofensivas, incluyendo los álbumes de su anterior banda, The Mothers of Invention. La versión original de Estados Unidos contenía la canción "Porn Wars", un collage de sonidos con piezas de su intervención en el Senado respecto a este tema. Esta versión, en un principio fue omitida del resto de las versiones, y reemplazada con otras tres pistas: "I Don't Even Care", coescrita por Zappa y Johnny "Guitar" Watson, y dos pistas instrumentales; "One Man, One Vote" (una composición con Synclavier) y "H.R. 2911," una versión instrumental de "Porn Wars". 

## Lista de canciones
Todas las canciones escritas por Zappa, salvo que se indique lo contrario.

### Versión de Estados Unidos

#### Cara A
1. "We're Turning Again" – 4.55
2. "Alien Orifice" – 4.03
3. "Yo Cats" (Zappa, Tommy Mars) – 3.31
4. "What's New in Baltimore?" – 5.21

#### Cara B
1. "Little Beige Sambo" – 3.02
2. "Porn Wars" – 12.04
3. "Aerobics in Bondage"– 3.16

### Versión europea

#### Cara A
1. "We're Turning Again" – 4.55
2. "Alien Orifice" – 4.03
3. "Yo Cats" (Zappa, Mars) – 3.31
4. "What's New in Baltimore?" – 5.21

#### Cara B
1. "I Don't Even Care" (Zappa, Watson) – 4:39
2. "One Man, One Vote" – 2:35
3. "H.R. 2911" – 3:35
4. "Little Beige Sambo" – 3:02
5. "Aerobics in Bondage" – 3:16

### CD Europa
- La primera edición europea en CD de 1986 era parte de una compilación de "dos por el precio de uno" junto a Jazz From Hell. La edición de 1990 (ya sin Jazz From Hell) compilaba todas las canciones en un solo CD. Esta es l alista de canciones:

1. "Porn Wars"
2. "We're Turning Again"
3. "Alien Orifice"
4. "Aerobics in Bondage"
5. "I Don't Even Care" (Zappa, Watson) – 3:47
  - The song is shortened on this European release; 47 seconds of Johnny "Guitar" Watson adlibs are missing.
6. "Little Beige Sambo"
7. "What's New in Baltimore?"
8. "One Man, One Vote"
9. "H.R. 2911"
10. "Yo Cats" (Zappa, Mars)

### Reedición de 1986 en Estados Unidos (CD)
1. "I Don't Even Care" (Zappa, Watson) – 4:39
2. "One Man, One Vote" – 2:35
3. "Little Beige Sambo" – 3:02
4. "Aerobics in Bondage" – 3:16
5. "We're Turning Again" – 4:55
6. "Alien Orifice" – 4:10
7. "Yo Cats" (Zappa, Mars) – 3:33
8. "What's New in Baltimore?" – 5:20
9. "Porn Wars" – 12:05
10. "H.R. 2911" – 3:35 (Solo en CD de 1995)

## Personal
- Frank Zappa – voces, guitarra, synclavier, producción
- Johnny "Guitar" Watson – voces, guitarra en "I Don't Even Care"
- Ike Willis – voces, guitarra
- Ray White – voces, guitarra
- Bobby Martin – voces, teclados
- Steve Vai – guitarra
- Tommy Mars – teclados
- Scott Thunes – bajo
- Chad Wackerman – Batería
- Ed Mann – percusión
- Moon Zappa – voces
- Dweezil Zappa – voces
- John Danforth – voz en "Porn Wars"
- Ernest Hollings – voz en "Porn Wars"
- Paul S. Trible, Jr. – voz en "Porn Wars"
- Paula Hawkins – voz en "Porn Wars"
- J. James Exon – voz en "Porn Wars"
- Al Gore – voz en "Porn Wars"
- Tipper Gore – voz en "Porn Wars"
- Bob Stone – ingeniero